# Кривой Рог (аэропорт)
Международный аэропорт «Кривой Рог» (укр. Міжнародний аеропорт «Кривий Ріг») (ИАТА: KWG, ИКАО: UKDR) — аэропорт города Кривой Рог, Украина.
Расположен в 21 км от центра города.

## История
Первые авиационные рейсы из города Кривой Рог были совершены и выполнялись в города Харьков и Одесса с 1926 года. Планировалось строительство капитального аэропорта и аэродрома, но война помешала этим планам.
В период Великой Отечественной войны в районе города находилось несколько советских и немецких аэродромов.
С середине 1950-х годов в окрестностях города Кривой Рог был построен, в районе Долгинцево, военный городок № 33 с военным аэродромом, для дислокации авиационного полка военно-транспортной авиации ВВС ВС СССР — 363-й Черкасский орденов Суворова и Богдана Хмельницкого военно-транспортный авиационный полк, условное наименование — войсковая часть № 22527. Данный военный аэродром использовался гражданским воздушным флотом (ГВФ), до строительства гражданского аэродрома и аэропорта «Кривой Рог» («Смычка»), с него выполнялись регулярные рейсы в Москву на самолётах модели Ан-10, позже ГВФ военный аэродром использовался в экстренных случаях. В современной Украине военный аэродром и городок заброшены.
В 1959 году наиболее значительные перевозки пассажиров на дальние расстояния осуществлялись гражданской авиацией на направлениях Кривой Рог — Киев, Кривой Рог — Днепропетровск, Кривой Рог — Запорожье и Кривой Рог — Черкассы.
В 1976 году на окраине города был построен аэропорт и аэродром «Кривой Рог» («Смычка»), с грунтовой взлётно-посадочной полосой. Самолётами моделей Ан-2, Ли-2, Ил-14, Ан-24 и Як-40 ежегодно перевозилось около 6 000 пассажиров. В связи с возросшими нагрузками по перевозке людей в города Союза и развитием города, партией и правительством СССР было принято решение о переносе аэропорта и аэродрома на новое место, и в январе 1979 года он был перенесён в район села Лозоватка, где завершилось строительство аэровокзала, с пропускной способностью 400 человек в час, бетонной взлётно-посадочной полосы и комплекса авиационных служб ГВФ. Криворожский аэропорт работал круглосуточно, принимая и отправляя авиатранспорт всех типов и моделей, из городов Москва, Казань, Киев, Одесса, Львов, Ленинград, Рига, Сочи, Тюмень, Новосибирск, Черновцы, Ташкент и многих других. В одиннадцатой пятилетке аэропорт перевёз более 488 тысяч пассажиров.
С 1986 года городской аэропорт имеет статус международного.

## Авиакомпании и направления
| Авиакомпании  | Направления                             |
| ------------- | --------------------------------------- |
| Bravo Airways | Сезонный чартер: Даламан, Шарм Эль Шейх |